# Берг (кантон)

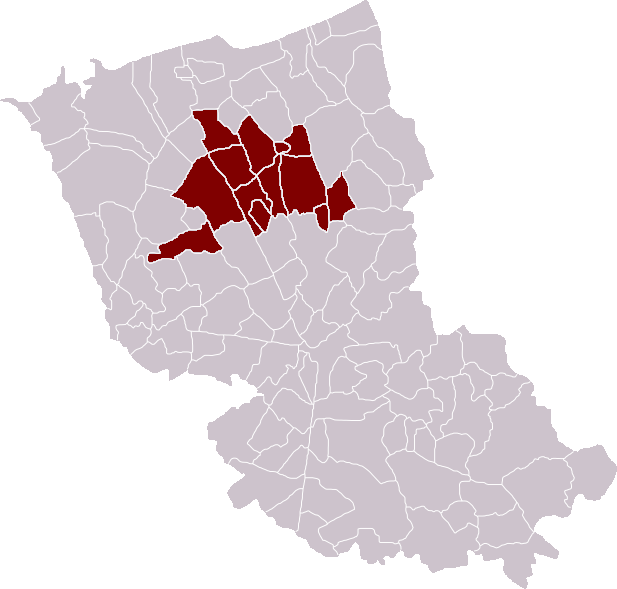
Кантон Берг в составе округа

Берг (фр. Bergues) — упраздненный кантон во Франции, регион Нор — Па-де-Кале, департамент Нор. Входил в состав округа Дюнкерк.
В состав кантона входили коммуны (население по данным Национального института статистики за 2011 г.):
- Армбу-Каппель (2 468 чел.)
- Берг (3 898 чел.)
- Биссезеель (225 чел.)
- Бьерн (1 674 чел.)
- Вест-Каппель (578 чел.)
- Вильде (328 чел.)
- Крошт (704 чел.)
- Каэдипр (1 142 чел.)
- Питгам (930 чел.)
- Сокс (956 чел.)
- Стеен (1 290 чел.)
- Уамилль (3 197 чел.)
- Эренгем (478 чел.)

## Экономика
Структура занятости населения:
- сельское хозяйство — 4,6 %
- промышленность — 30,2 %
- строительство — 7,0 %
- торговля, транспорт и сфера услуг — 39,5 %
- государственные и муниципальные службы — 18,8 %

Уровень безработицы (2010) - 8,5 % (Франция в целом - 12,1 %, департамент Нор - 15,5 %). 

Среднегодовой доход на 1 человека, евро (2010) -  25 956 (Франция в целом - 23 780, департамент Нор - 21 164).

## Политика
Жители кантона придерживаются правых взглядов. На президентских выборах 2012 г. они отдали в 1-м туре Николя Саркози 29,5 % голосов против 25,1 % у Франсуа Олланда и 24,1 % у Марин Ле Пен, во 2-м туре в кантоне победил Саркози, получивший 54,6 % голосов (2007 г. 1 тур: Саркози - 31,9 %, Сеголен Руаяль - 22,5 %; 2 тур: Саркози - 56,8 %). На выборах в Национальное собрание в 2012 г. по 14-му избирательному округу департамента Нор жители кантона поддержали действующего депутата, кандидата Союза за народное движение Жана-Пьера Декуля , получившего 44,5 % голосов в 1-м туре и 58,8 % - во 2-м туре. (2007 г. Жан-Пьер Декуль (СНД): 1-й тур - 55,3 %). На региональных выборах 2010 года в 1-м туре список социалистов победил, собрав 28,6 % голосов против 23,8 % у занявшего 2-е место списка «правых» во главе с СНД. Во 2-м туре единый «левый список» с участием социалистов, коммунистов и «зелёных» во главе с Президентом регионального совета Нор-Па-де-Кале Даниэлем Першероном получил 44,5 % голосов, «правый» список во главе с сенатором Валери Летар занял второе место с 32,3 %, а Национальный фронт Марин Ле Пен с 23,2 % финишировал третьим.
|  | Кандидат       | Партия                    | % голосов |
|  | -------------- | ------------------------- | --------- |
|  | Андре Фигурё   | Союз за народное движение | 56,43     |
|  | Жан-Люк Даркур | Социалистическая партия   | 43,57     |

|  | Кандидат     | Партия                    | % голосов |
|  | ------------ | ------------------------- | --------- |
|  | Моника Дениз | Социалистическая партия   | 51,54     |
|  | Андре Фигурё | Союз за народное движение | 48,46     |